# Shortcake

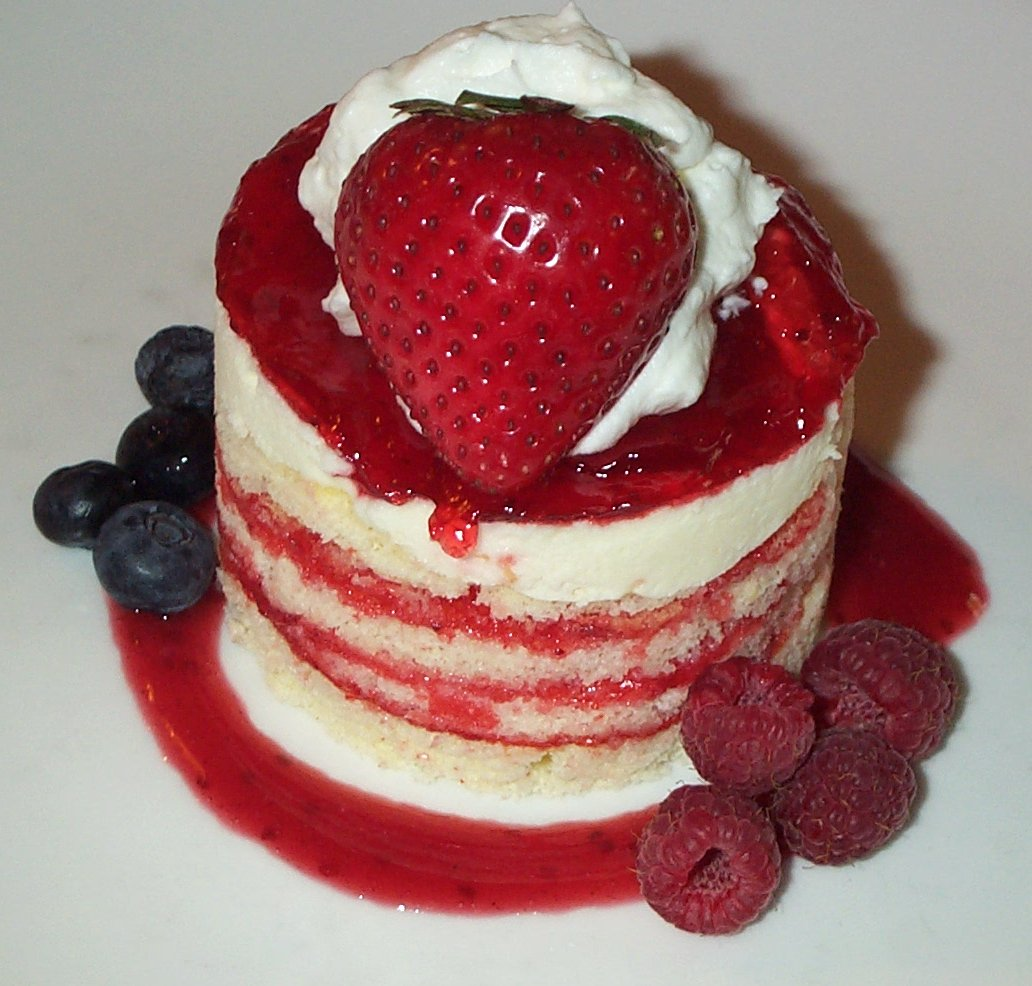
shortcake de fresas.

Un shortcake es un pequeño pastel dulce del Reino Unido, Canadá y de los Estados Unidos.
El shortcake generalmente está hecho con harina, azúcar, levadura química, sal, mantequilla,  leche o crema de leche, y a veces huevo. Los ingredientes secos se mezclan, después se corta la mantequilla y añade hasta adquirir una textura gruesa como la harina de maíz. Los ingredientes líquidos se agregan hasta crear una masa húmeda. Después, la masa se extiende y corta como biscuit, se vierte a cucharadas en una bandeja  de horneado o en un molde de pastel, dependiendo del grado de humedad de la masa y lo que desea el pastelero. Por último se deja al horno a temperatura alta hasta que esté listo. 
El postre más famoso hecho con shortcake es el shortcake de fresas.
La fruta se macera troceando y mezclando con azúcar y esperando hasta obtener su delicioso zumo. Los  shortcakes se rebanan y la parte inferior se cubre con una capa de fresas, zumo, y nata montada, generalmente se le añade azúcar y vainilla como saborizantes. Se coloca la parte superior, la que se cubre con más fresas y nata montada. No siempre se utiliza “shortcake” para el pastel sino que se puede hacer con una base de bizcocho y también con cornbread, a conveniencia. En Japón, se prefiere hacer la versión de base de bizcocho, y allí es uno de los postres preferidos en Navidad.
A pesar de que el shortcake de fresas es el Más ampliamente popular también hay shortcake de duraznos, shortcake de mora azul, shortcake de chocolate, y otros postres elaborados bajo sus mismos lineamientos. Es común los pasteles en que el shortcake se ha saborizado, por ejemplo con coco.

## Otra referencia deshortcake
Puede referirse a Strawberry Shortcake, del famoso personaje estadounidense infantil, dirigido especialmente a las niñas.
- Datos: Q2706994
- Multimedia: Strawberry shortcake / Q2706994